# Lundbergska huset

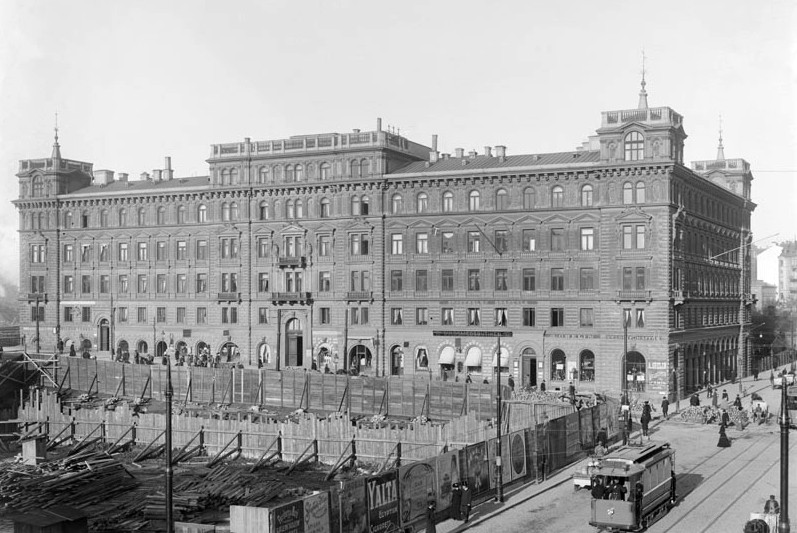
Lundbergska huset i början av 1900-talet med Oscarsteatern under uppförande i förgrunden.

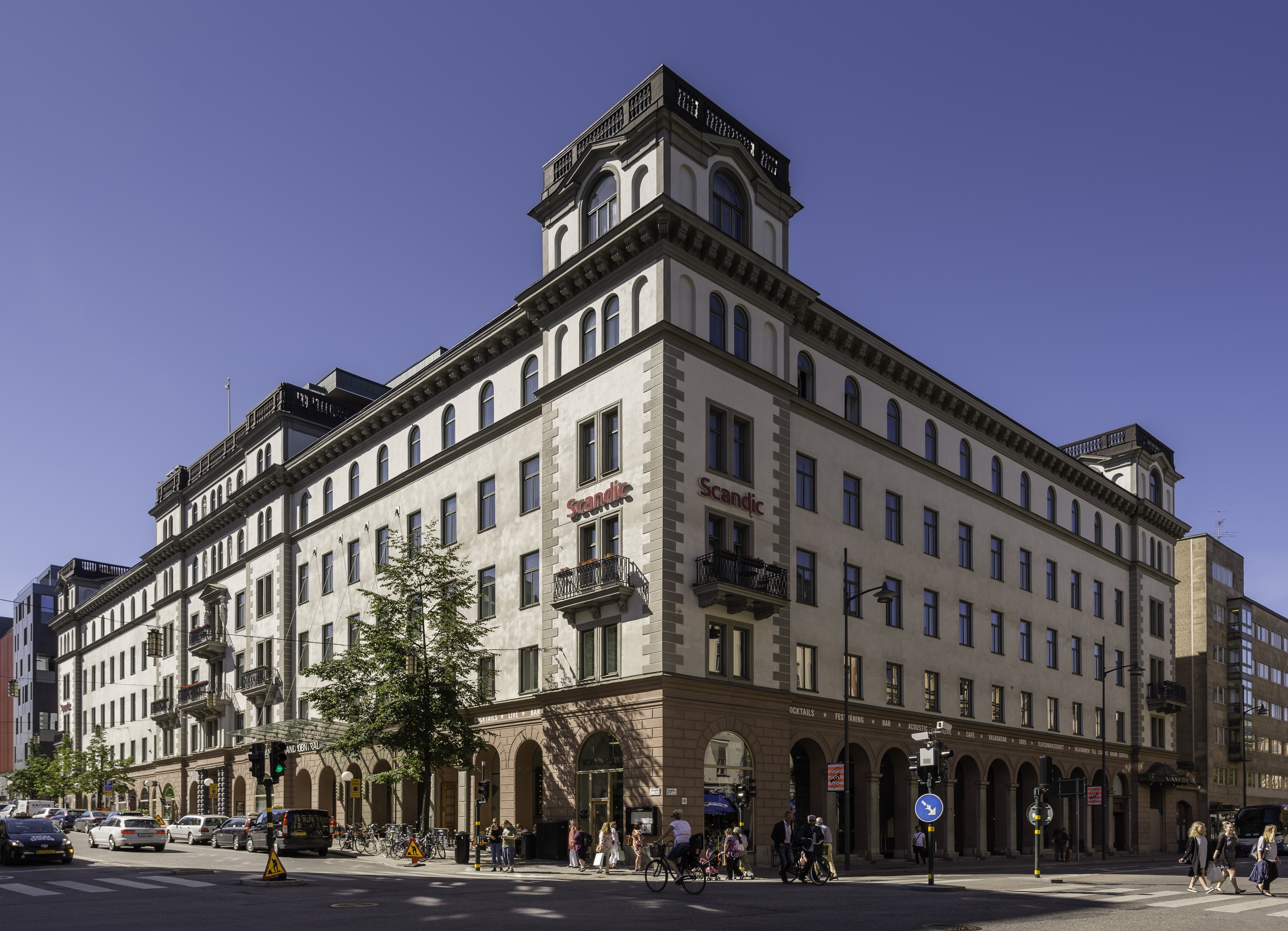
Scandic Grand Central, 2015.

Lundbergska huset, även Lundbergska palatset, är en byggnad i kvarteret Klockan i hörnet av Kungsgatan 70–74 och Vasagatan 19 på Norrmalm i centrala Stockholm.
Huset restes 1883–1885 av storbyggmästaren Carl Oscar Lundberg som även var byggherre. Komplexet som upptog södra delen av kvarteret mellan Kungsgatan, Vasagatan, Östra Järnvägsgatan och Gasklockan vid Norra bantorget var då det färdigställts stadens största privata fastighet med över 16 000 kvadratmeter bostads och kontorsyta. Arkitekten Fredrik Olaus Lindström hämtade inspiration till exteriören från Heinrichshof i Wien. Huset var mycket modernt med hiss, centralvärme samt elektrisk belysning från egna ånggeneratorer. 1886 inrymdes Vasateatern i huset med en entré från Vasagatan. Mellan 1885 och 1890 huserade Stockholms högskola i nummer 70. År 1888 fick Riksmusei etnografiska samling II tillgång till högskolans lokaler och Hjalmar Stolpe fick då tillfälle att packa upp delar av den stora Vanadissamlingen i en 8-rummare på fjärde våningen. I maj 1889 var hans asiatiska museum färdigt. Mot Östra Järnvägsgatan hade konservativa Nya Dagligt Allehanda sin redaktion fram till nedläggningen 1944.
Den rikt artikulerade fasaden kom med tiden att förenklas. Byggnaden renoverades och byggdes på med två våningar under 2010-talet och rymmer numera hotellet Scandic Grand Central och nominerades till Årets Stockholmsbyggnad 2012.